# Janssen (hố Mặt Trăng)

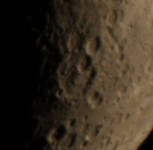
Janssen ở giữa, gần đường rạng đông được nhìn từ Trái Đất

Janssen là một hố va chạm cổ đại nằm ở vùng cao gần rìa phía đông nam của Mặt Trăng. Toàn bộ cấu trúc của hố đã bị hủy hoại và được đánh dấu bởi các hố va chạm nhỏ hơn. Lớp vành ngoài của hố đã bị hở ở nhiều vị trí, nhưng vẫn còn quan sát được. Lớp vành tường hình thành hình lục giác trên bề mặt nhấp nhô, với đường cong nhẹ tại đỉnh.

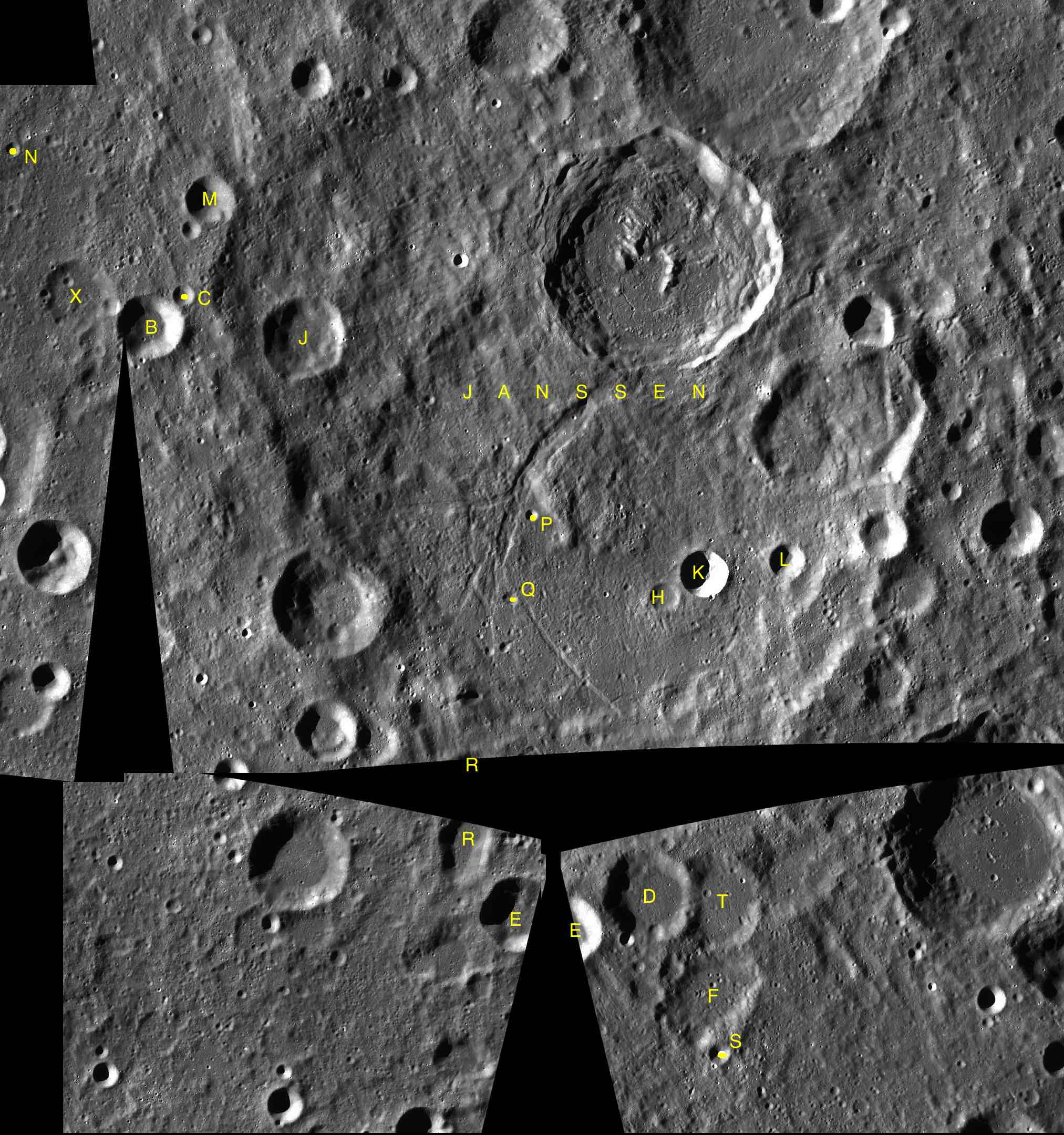
Hố vệ tinh của Janssen

Hố được đặt tên theo sau nhà thiên văn học người Pháp Pierre Jules César Janssen.
Hố Fabricius nằm hoàn toàn trong vành tường ngoài, trong hình quạt tròn phía đông bắc của thềm hố Janssen. Tiếp giáp ở phần vành phía đông bắc là hố Metius, và phía bắc là hố Brenner. Phía đông nam của Janssen là một hố liên hợp bao gồm hố Steinheil và hố Watt. Ở phía tây nam là hố Lockyer. Xa về phía đông, là thung lũng lớn Vallis Rheita.

## Hố vệ tinh
Theo quy ước, những tính chất này được xác định trên bản đồ bằng cách đặt từng chữ cái là tâm của các hố vệ tinh gần với Janssen.
| Janssen | Tọa độ                            | Đường kính, km |
| ------- | --------------------------------- | -------------- |
| B       | 43°10′N 34°22′Đ / 43,17°N 34,37°Đ | 21             |
| C       | 42°53′N 34°55′Đ / 42,89°N 34,91°Đ | 7              |
| D       | 48°39′N 41°13′Đ / 48,65°N 41,22°Đ | 29             |
| E       | 48°49′N 39°46′Đ / 48,82°N 39,77°Đ | 24             |
| F       | 49°49′N 41°55′Đ / 49,82°N 41,92°Đ | 35             |
| H       | 46°26′N 41°43′Đ / 46,43°N 41,71°Đ | 10             |
| J       | 43°26′N 36°35′Đ / 43,44°N 36,58°Đ | 27             |
| K       | 46°11′N 42°19′Đ / 46,19°N 42,31°Đ | 15             |
| L       | 46°05′N 43°35′Đ / 46,09°N 43,58°Đ | 12             |
| M       | 41°54′N 35°26′Đ / 41,9°N 35,44°Đ  | 16             |
| N       | 41°26′N 32°07′Đ / 41,43°N 32,12°Đ | 5              |
| P       | 45°30′N 39°46′Đ / 45,5°N 39,76°Đ  | 4              |
| Q       | 46°21′N 39°22′Đ / 46,35°N 39,36°Đ | 5              |
| R       | 48°17′N 38°42′Đ / 48,28°N 38,7°Đ  | 23             |
| S       | 50°25′N 41°50′Đ / 50,42°N 41,83°Đ | 7              |
| T       | 48°53′N 42°19′Đ / 48,88°N 42,31°Đ | 29             |
| X       | 42°56′N 33°16′Đ / 42,93°N 33,27°Đ | 24             |